# Ле-Энгле
Ле-Энгле́ (фр. Le Hinglé, брет. An Hengleuz) — коммуна во Франции, находится в регионе Бретань. Департамент — Кот-д’Армор. Входит в состав кантона Ланвалле. Округ коммуны — Динан.
Код INSEE коммуны — 22082.

## География
Коммуна расположена приблизительно в 330 км к западу от Парижа, в 45 км северо-западнее Ренна, в 55 км к востоку от Сен-Бриё.

## Население
Население коммуны на 2016 год составляло 905 человек.
| 1962 | 1968 | 1975 | 1982 | 1990 | 1999 | 2008 | 2016 |
| ---- | ---- | ---- | ---- | ---- | ---- | ---- | ---- |
| 465  | 562  | 620  | 656  | 732  | 680  | 847  | 905  |

## Экономика
В 2007 году среди 535 человек в трудоспособном возрасте (15—64 лет) 381 были экономически активными, 154 — неактивными (показатель активности — 71,2 %, в 1999 году было 72,0 %). Из 381 активных работали 348 человек (184 мужчины и 164 женщины), безработных было 33 (16 мужчин и 17 женщин). Среди 154 неактивных 41 человек были учениками или студентами, 59 — пенсионерами, 54 были неактивными по другим причинам.